# Victor Hansen
 Der er for få eller ingen kildehenvisninger i denne artikel, hvilket er et problem. Du kan hjælpe ved at angive troværdige kilder til de påstande, som fremføres i artiklen.

 Der er flere personer med dette navn, se Victor Hansen (højesteretsdommer).
Johan Emil Victor Hansen (født 9. oktober 1837 i København, død 16. maj 1912 sammesteds) var en dansk kontreadmiral og forfatter. Han skabte det første danske idrætsblad, Tidsskrift for Sport i 1884. Han var hovedredaktør på bladet indtil 1892. I 1896 blev han den første formand for Danmarks Idræts-Forbund, en post han kun varetog i et enkelt år.
Han blev løjtnant 1857, var en kort tid havnemester i St. Thomas 1862, premierløjtnant 1868, deltog i træfningerne ved i Rygen og Helgoland 1864, privat dampskibsfører 1868-69, næstkommanderende ved Søofficersskolen 1870-81, kaptajn 1874, kommandør 1886 og tog afsked 1898 som kar. kontreadmiral. Han var overlods i det østlige distrikt 1898-1909.
Han var præsident for Dansk Idræts-Forbund, præsident for selskabet De forenede danske Motorejere 1910, formand for Forbrugsforeningen for Embeds- og Bestillingsmænd, for Den danske afdeling af Foreningen for Oprettelsen af Skandinaviske Sømandshjem i fremmede Havne, for Den danske Turistforenings hovedbestyrelse, formand i bestyrelsen for Det forenede Bugserselskab og for A/S Paladshotellet, medlem af bestyrelserne for Dampskibsselskaberne Kjøbenhavn, Union, Østersøen, Inga, Ocean og Dan, samt for Cosmopolitan Shipping Company. Han var Kommandør af Dannebrog, Dannebrogsmand og modtog Fortjenstmedaljen i guld.
Han var forfatter til en Lærebog i Sømandsskab (1875), en Omarbejdelse af Farvandsbeskrivelser (1875), Under forskellige Himmelstrøg (1885), Illustreret Idrætsbog (1888-92), Vore Søhelte (1897), afsnittene 4, 6 og 7 af værket Fredensborg, redaktør af Dansk Sportstidende og af Tidsskrift for Søvæsen.
Han er begravet på Holmens Kirkegård.